# Ocimum americanum
Ocimum americanum là một loài thực vật có hoa trong họ Hoa môi. Loài này được L. mô tả khoa học đầu tiên năm 1755.

## Hình ảnh

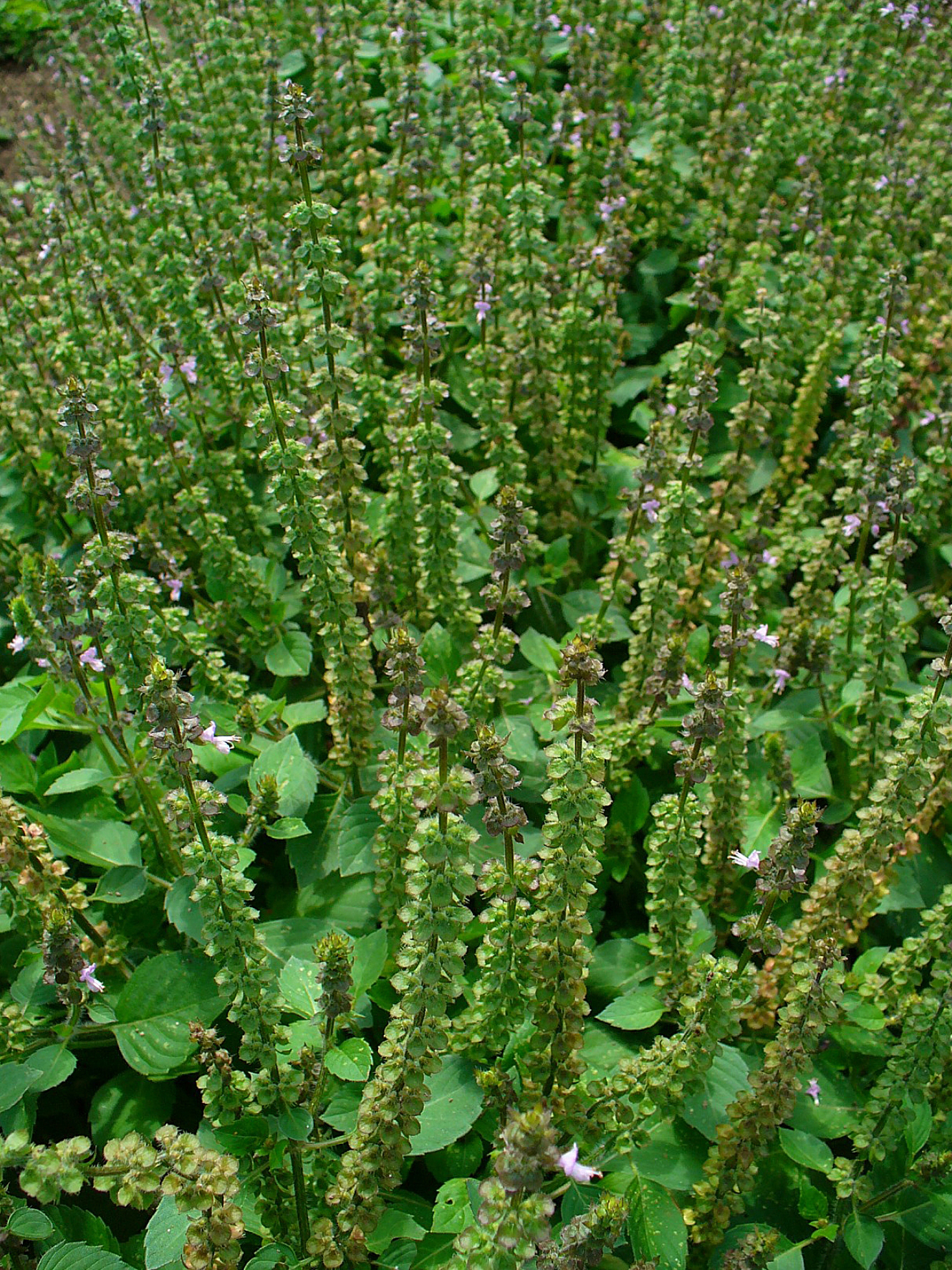
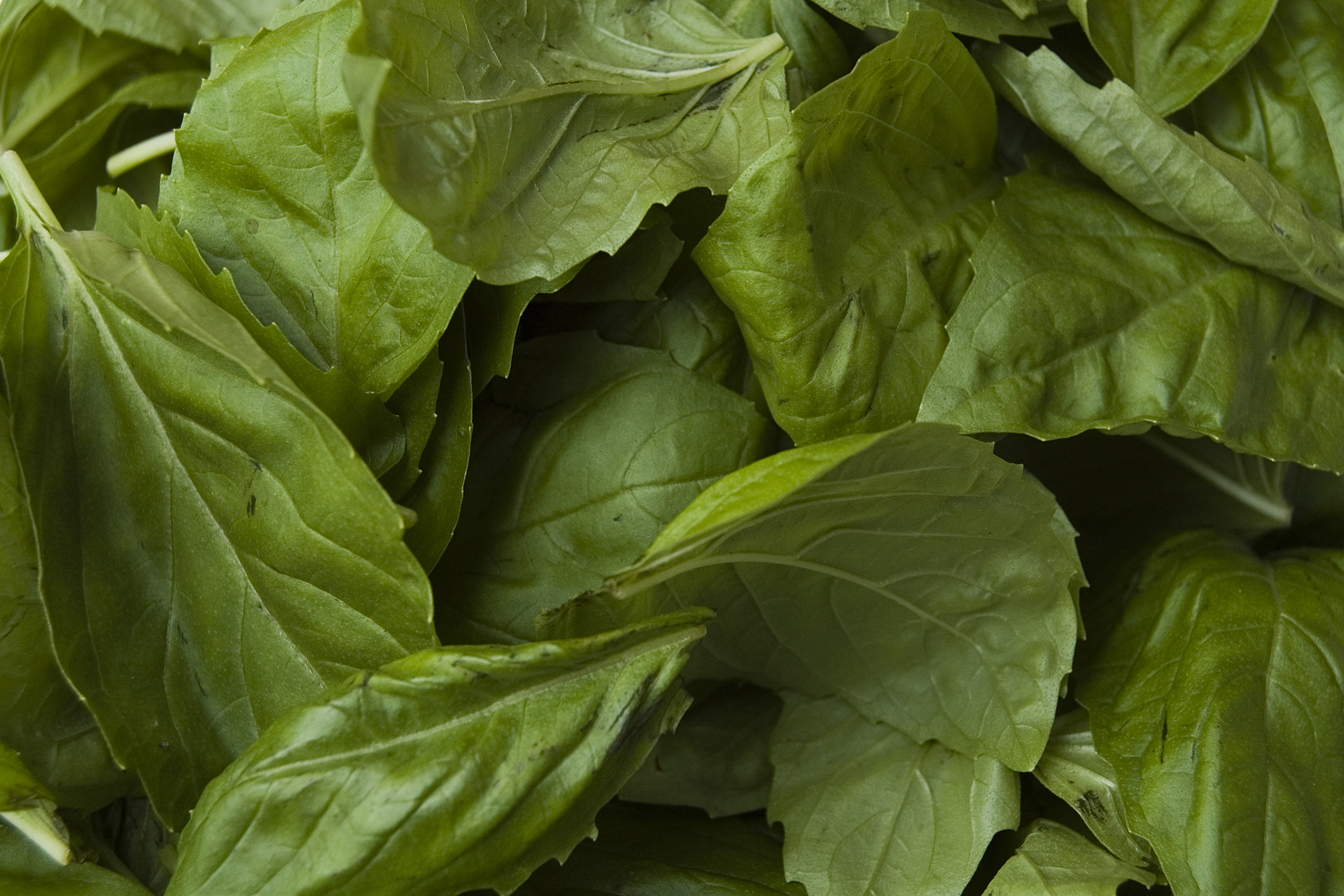
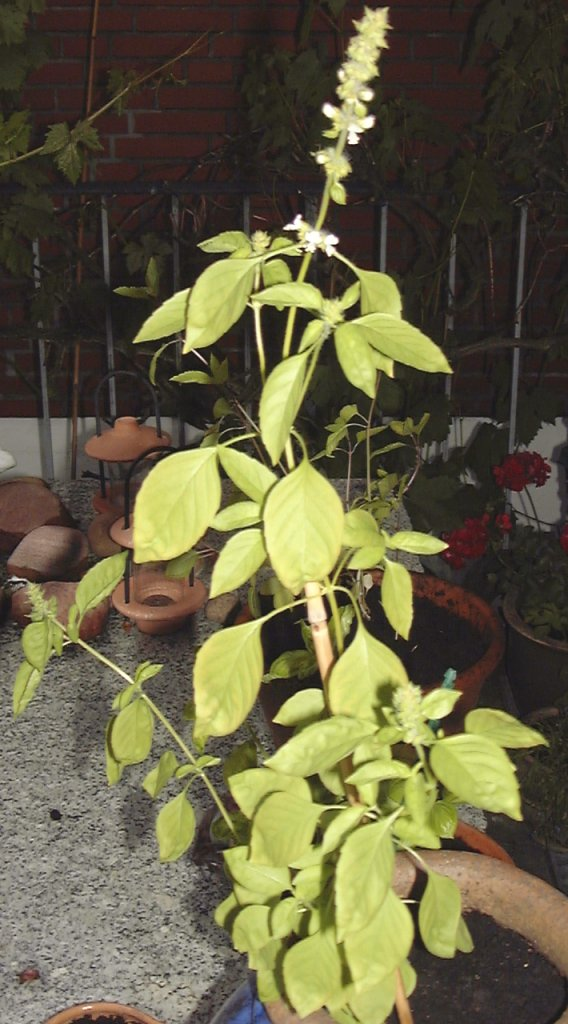
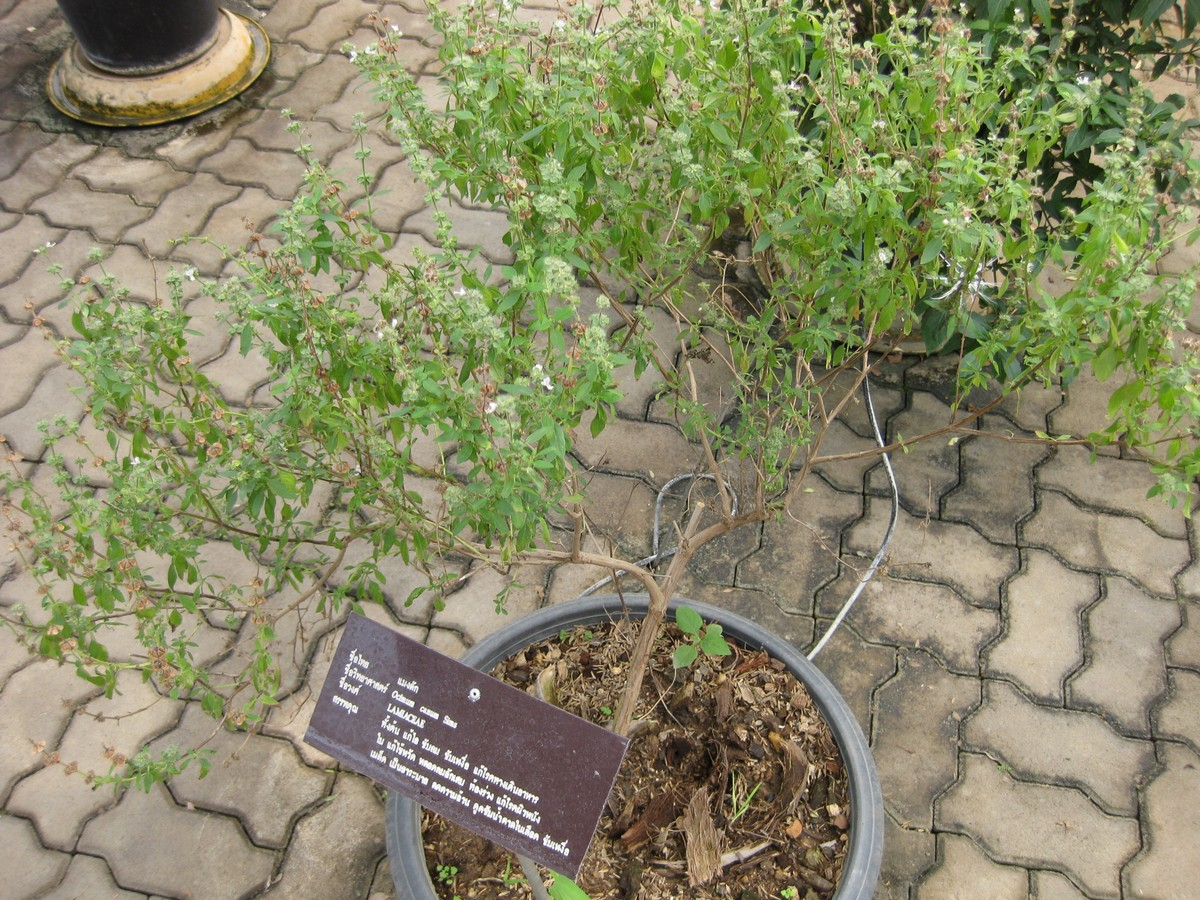